# Южний (Нагайбацький район)
Южний (рос. Южный) — робітниче селище у Нагайбацькому районі Челябінської області Російської Федерації.
Входить до складу муніципального утворення Южне міське поселення. Населення становить 1749 осіб (2017).

## Історія
Згідно із законом від 9 липня 2004 року органом місцевого самоврядування є Южне міське поселення.

## Населення
| 1970  | 1979  | 1989  | 2002  | 2005  | 2006  | 2007  |
| ----- | ----- | ----- | ----- | ----- | ----- | ----- |
| 3560  | ↘2943 | ↘2683 | ↘2159 | ↘2090 | ↗2099 | ↘1805 |
| 2008  | 2009  | 2010  | 2011  | 2012  | 2013  | 2014  |
| ↗2064 | ↘1751 | ↗1995 | ↘1990 | ↘1912 | ↘1887 | ↘1830 |
| 2015  | 2016  | 2017  |       |       |       |       |
| ↘1786 | ↘1746 | ↗1749 |       |       |       |       |